# Voleibolni Klub Dinamo Krasnodar
O Voleibolni Klub Dinamo Krasnodar(em russo: "волейбольный клуб Динамо Краснодар) é um clube de voleibol femininoe masculino profissionalda cidade de  Krasnodar-Rússia fundado em 1946 e o departamento masculino em 1994.

## Histórico

### Voleibol feminino
O departamento de voleibol feminino iniciou em 1946 na edição do Campeonato Soviético, não tendo um desempenho bem-sucedido, pois, finalizou na décima primeira posição, entre 18 participantes, competindo na sequência em torneios locais, voltando a competir em 1955 permanecendo na elite do voleibol soviético até o ano de 1966, e na edição daquele ano terminou na décima primeira posição, ou seja, penúltimo lugar.Em 1970 conquistou o título da segunda divisão soviética alcançando novamente a promoção a elite.
O ano de 1971 foi um marco da melhor performance do time feminino em edições do Campeonato Soviético, encerrando na sexta posição geral, época que cedia atletas para seleção nacional, não se firmando na edição seguinte na elite, sendo rebaixada em 1973 e no ano posterior retornou novamente a divisão de elite, terminando na última colocação e um hiato de não participações se estabeleceu. O retorno a elite ocorreu em 1985 ao conquistar o torneio seletivo de acesso a maior divisão soviética, permanecendo na elite por quatro temporadas. Terminando em 1989 na décima primeira colocação, sendo novamente rebaixado.
Já nos Campeonatos Russos estrou em 1993, na Superliga Russa B, obtendo o segundo lugar e alcançando a promoção a elite novamente e na temporada 1993-94 terminou com o vice-campeonato na Copa da Rússia e sexto lugar na Superliga Russa A. Conquistaram o título da Copa da Rússia na temporada 1994-95 e o sétimo posto na Superliga Russa, mesma colocação obtida na Superliga Russa A 1995-96, depois terminou na sexta posição na edição da jornada 1996-97.
Na temporada de 1997-98 o time fez uma campanha irregular, com apenas seis vitórias de quarenta partidas disputadas, terminou na décima segunda posição (último lugar) e foi rebaixado a divisão inferior. Ainda alcançou o quinto lugar na Copa da Rússia de 2002-03.A permanência na segunda divisão durou dez longos anos, e deixou escapar em alguns momentos o retorno, mas retornou apenas em 2009, na temporada 2009-10 terminou na terceira posição na Superliga Russa A.
Nas competições de 2010-11 repetiu o terceiro posto na Superliga Russa A e o vice-campeonato na Copa da Rússia, e disputou a Copa CEV 2010-11, terminando na segunda posição na fase preliminar e chegou a final conquistando o vice-campeonato. Por muitos anos a equipe foi dirigida por A. Boyakova, I. Koval, Andrei Sakharov Ruslan Muradov, Vladislav Shuklin Valery Sinitsyn, Mikhail Omelchenko, Yuri Marichev e em 2010, a equipe foi liderada por Sergey Ovchinnikov, que deixou a equipe em janeiro de 2012, após assumir o cargo de treinador da seleção e a partir de 16 de janeiro de 2012, ficou sob o comando do ex-jogador Valery Losev. .
Algumas lendárias jogadoras foram formados no Krasnodar serviram  nas seleções da URSS, CEI e Rússia: Valentina Ogiyenko - campeã olímpica em 1988, campeã mundial em 1990, repetiu campeã da Europa, União Soviética e Rússia, medalhista dos Jogos Olímpicos, Copa do Mundo, campeonato mundial e Europeu; Vera Galushka-Duyunova- bicampeã olímpica (1968 e 1972), campeã mundial em 1970, campeã mundial em 1974; Nataliya Kudreva - campeã olímpica em 1972, Lyudmila Shchetinina - medalhista olímpica em 1976, bicampeã mundial, pela URSS e Zoya Yusova - medalhista olímpica em 1976, pela URSS.
O time feminino terminou na terceira posição na Superliga Russa A  2009-10, alcançando a qualificação para a Copa CEV de 2010-11 na qual obtiveram a medalha de prata  e o vice-campeonato na Copa da Copa da Rússia, e na jornada de 2011-12 algumas jogadoras do clube serviram a seleção nacional: Evgeny Startseva,  Tatiana Kosheleva, Olga Fateeva, Olga Bukreeva,  Elena Konstantinova, também estavam na temporada :Ekaterina Osichkina, Svetlana Surtseva, Darya Vekshina  e a central Foluke Akinradewo, Neriman Özsoy e outras, sob o comando de Sergei Ovchinnikov, e terminaram na quinta posição da Superliga Russa, alcançaram as quartas de final das copas europeias. Na trigésima edião dos Jogos Olímpicos de Londres em 212 o clube foi representando por Svetlana Kryuchkova e Julia Merkulova e a estrangeira Destinee Hooker .
Na temporada 2012-13, com a americana Destiny Hooker e as jovens promessas Yana Shcherban e Irina Uraleva, Svetlana Kryuchkova ,Yuliya Merkulova, Elena Zarubina e Marina Maryukhnich e a contratação do técnico holandês Avital Salinger., obtendo um êxito na jornada conquistando a medalha de ouro na Challenge Cup e terminando no sexto lugar na Superliga Russa e o terceiro na Copa da Rússia.
Nas competições de 2013-14 houve a mudança de treinador, o Konstantin Ushakov,  contratando: Iuliya Podskalnaya,  Anja Spasojević, Anna Matienko e Natalia Dianskaya, terminando na terceira posição na Copa da Rússia, conquistaram o título do Torneio Internacional Top Volley de 2013 realizado na Basileia, na Superliga Russa foram quartos colocados, após as véspera da partida válida elo bronze o técnico Avital Salinger deixa a equipe por problemas pessoais familiares, mas com tal feito qualificaram-se para a Copa CEV 2014-15, já a equipe juvenil feminina terminou com o terceiro lugar no campeonato  russo juvenil.
A conquista da Copa CEV 2014-15,  o título da Copa da Rússia e o quinto lugar na Superliga Russa, foram os feitos do time feminino na jornada e disputou o Campeonato Mundial de Clubes de 2015 em Zurique obtendo a medalha de prata, com a levantadora brasileira Josefa Fabíola de Souza e a ponteira Fernanda Garay.No período esportivo de 2015-16, conquistou o bicampeonato da Copa CEV 2015-16 e obteve o terceiro posto na Superliga Russa, conquistando o direito de disputar a Liga dos Campeões da Europa de 2016-17, marcando a aposentadoria da lendária Lioubov Sokolova e o sexto lugar time juvenil no campeonato nacional da categoria.
Anunciado s reforços das centrais Maria Perepelkina e Elena Handel, assim como  Victoria Rusakova, Marina Tushova, Sofia Kirikova, Olesya Nikolaeva, Svetlana Serbina e a libero Ekaterina Tretyakova., disputaram a Liga dos Campeões da Europa de 2016-17, com cinco derrotas em seis jogos disputados, ficando na terceira posição do Grupo B, não prosseguindo na competição, na fase preliminar da Superliga Russa terminou em quarto lugar, e continuou sob o comando de Konstantin Ushakov, mas foi eliminado nas quartas de final, terminando na quinta posição, classificando para a Challenge Cup 2017-18.
Preservou jogadoras importantes e manteve o treinador  Konstantin Ushakov que apostou também no elenco juvenil, teve o reforço de Marianna Nosova, Angelina Sperskaite, Irina Smirnova, Yulia Podkalnaya, e a lendária Lioubov Sokolova retomou a carreira, e conquistaram a medalha de bronze na edição da Challenge Cup de 2017-18, o sexto lugar na Copa da Rússia e o décimo lugar na Superliga Russa,  mantendo-se na elite. .

### Títulos conquistados
Campeonato Russo
- Terceiro posto: 2009-10[3], 2010-11[3] e 2015-16[3]
- Quarto posto:2013-14[3]

 Copa da Rússia
- Campeão:1994-95[3] e 2014-15[3]
- Vice-Campeão:1993-94[3] e 2010-11[3]
- Terceiro posto: 2011-12[3], 2012-13 [3]e 2013-14[3]

  Supercopa Russa
 Torneio Internacional Top Volley
- Campeão:2013[3]

 Mundial de Clubes
- Vice-Campeão:2016[3]

 Liga dos Campeões da Europa
 Copa CEV
- Campeão:2014-15[3] e 2015-16[3]
- Vice-Campeão:2010-11[3]

 Challenge Cup
- Campeão:2012-13[3]
- Terceiro posto:2013-14[3]

### Voleibol masculino
O departamento de voleibol masculino anteriormente conhecido como “Dinamo-Guvd Krasnodar” foi fundado em 1994, com o departamento policial regional, evoluindo a partir do ano de 2000 para a esfera profissional, obtendo no ano anterior o título da Liga Superior A pela primeira vez a região de Krasnodar disputaria a Superliga Russa, salientando-se que antes o departamento trilhou por todas as divisões inferiores e por quatro temporadas consecutivas esteve no topo da classificação ou se aproximou, o quinto lugar nas edições de 2005-06, 2006-07 e 2007-08, além do quarto lugar na edição de 2008-09.
Na temporada de 2009-10 , sendo em 2010 retirado o termo Guvd da alcunha do time,  e nesta foi treinada pelo técnico Yuri Marichev, sendo reforçada pelos jogadores famosos e experientes, foram eles: Sergey Khoroshev, Konstantin Ushakov, Alexey Ezhov e Sergey Latyshev, com a entrada dos jovens promissores:Leonid Kuznetsov e Alexander Yanyutov, além dos brasileiros Rivaldo e Cléber de Oliveira Júnior, terminando na quarta posição na Superliga Russa 2010-11, qualificando para a Challenge Cup 2011-12.
Nas competições de 2011-12 incluiu no elenco Roman Yakovlev, Leonid Kuznetsov, Alexander Yanutov, o alemão Simon Tischer, o dominicano Elvi Contrera, além dos jovens promissores : Yuri Zinko, Artyom Zelenkov e Denis Zemchenok, finalizando na sexta posição na Superliga Russa e avançando as oitavas de final da Challenge Cup, terminando em nono lugar, teve como representante nos Jogos Olímpicos de Londres de 2012 o argentino Facundo Conte.
Na temporada 2012-13, o time masculino teve investimento em estrangeiros e do elenco juvenil, Anton Botin, Sergey Chervyakov, Sergey Andrievsky, campeão da Universíada de 2011, retornando ao clube Vasily Nosenko, Alexander Mochalov, com a renovação do treinador Yury Marichev , também de Denis Chaus, Alexander Yanutov, Stanislav Eremin, Sergey Khoroshev e Vladimir Khilchenko, ainda contrataram o levantadora Marlon Muraguti Yared   e a permanência do argentino Facundo Conte, chegaram na quinta posição na Copa da Rússia e o décimo lugar na Superliga Russa.
Na jornada 2013-14 contrataram o técnico argentino Javier Weber, como também Yaroslav Antonov e Giovanni Fopp, Jan Shtokr, também o campeão olímpico de Londres de 2012 Yuri Berezhko, que foi o melhor atacante dos Jogos Olímpicos de 2008, além de Vladimir Melnik, Krivets Alexander, Denis Kalinin, Valery Komarov, Artyom Khabibullin.  Terminando em quarto na fase classificatória da Superliga Russa, mas finalizando no geral final na sétima colocação e o elenco juvenil terminou em sexto lugar no campeonato nacional da categoria.
O técnico brasileiro Marcelo Fronckowiak passou a comandar o time na temporada 2014-15, que após resultados negativos rescindiu contrato, e foi nomeado treinador o Yaroslav Antonov, terminando na nona posição na Superliga Russa e em sétimo na Copa da Rússia e a equipe juvenil finalizou na décima posição no campeonato nacional da categoria.Na jornada seguinte foi assume a presidência Boris Simonenko que reestruturando o clube que passava por problemas financeiros, passou a comandar o time Sergey Shlyapnikov,, finalizando na décima terceira posição na Copa da Rússia 2015-16 e na correspondente Superliga Russa, já o elenco jhuvenil terminou na décima primeira colocação no campeonato nacional juvenil.
E com Andrei Voronkov como técnico, foram contratados:Khachatur Stepanyan,  Valery Komarov, Alexey Nalobin, Maxim Kulikov, Leonid Kuznetsov, Ivan Komarov, nton Dubrovin, Sergey Burtsev, Alexander Chimeri, Bogdan Glivenko, Andrei Zubkov, e  Leonid Kuznetsov tornou-se o capitão da equipe, terminaram décima terceira posição na Superliga Russa. Os problemas financeiros culminaram na temporada 2017-18 na retirada do time masculino .

### Títulos conquistados
Campeonato Russo
- Quarto posto:2010-11[3]